# Benefield Castle
Benefield Castle ist eine abgegangene Burg im Dorf Lower Benefield zwischen den Städten Corby und Oundle in der englischen Grafschaft Northamptonshire.
Ursprünglich stand an dieser Stelle ein normannisches Herrenhaus. Im 13. Jahrhundert wurde dort eine steinerne Ringwerkfestung gebaut. Bereits Anfang des 14. Jahrhunderts wurde sie wieder aufgegeben. Heute ist an dieser Stelle eine rechteckige Plattform zu sehen, die von einem breiten Graben – dem früheren Burggraben – umgeben ist. Dieser Graben ist wiederum von einem Erdwall umschlossen.